# Willi Kestel
Willi Kestel (ur. 1903, zm. ?) – zbrodniarz nazistowski, członek załogi niemieckiego obozu koncentracyjnego Mauthausen-Gusen i SS-Unterscharführer.
1 lipca 1940 został wcielony do Luftwaffe, w ramach której pełnił służbę do końca sierpnia 1944. 1 września 1944 przeniesiono go do Waffen-SS i skierowano do Gusen II, podobozu Mauthausen. Był tu wartownikiem i Blockführerem w bloku nr 5. Nadzorował tu również więźniarską służbę strażacką.
Willi Kestel został osądzony w procesie załogi Mauthausen (US vs. Bernard Fernikorn i inni) w dniach 28–31 października 1947 przez amerykański Trybunał Wojskowy w Dachau. Skazano go na karę dożywotniego pozbawienia wolności. Uznano go za winnego zamordowania sześciu więźniów podczas służby w Gusen II.